# Les feuilles mortes
Les feuilles mortes (en català: Les fulles mortes) és una cançó francesa molt coneguda i interpretada per infinitat d'artistes d'arreu. Va ser creada l'any 1945 amb lletra de Jacques Prévert i música de Joseph Kosma.
Entre els intèrprets que n'han fet una versió destaquen: Andrea Bocelli, Barbra Streisand, Dalida, Édith Piaf, Eva Cassidy, Frank Sinatra, Germaine Montero, Juliette Gréco, Nat King Cole, Patricia Kaas, Plácido Domingo, Roger Williams, Stanley Jordan, Ute Lemper, Yves Montand…
Són també molt nombroses les versions instrumentals i de jazz: Chet Baker, Miles Davis, Duke Ellington, Stéphane Grappelli…
Jaime Gil de Biedma cita la cançó en el seu poema Recuerdo y elegía de una canción francesa.
En català l'han cantat Marina Rossell, Elia Fleta i Maria Betriu.